# Wederrechtelijke vrijheidsberoving
Van wederrechtelijke vrijheidsberoving is sprake wanneer iemand, in strijd met het recht, wordt beperkt in zijn lichamelijke bewegingsvrijheid of indien hem die vrijheid wordt ontnomen. De concrete invulling ervan verschilt van rechtsstelsel tot rechtsstelsel.

## België
In België definieert het Strafwetboek de wederrechtelijke aanhouding als het aanhouden of doen aanhouden, gevangen houden, zonder een bevel van het gestelde gezag en buiten de gevallen waarbij de wet de aanhouding of de gevangenhouding van personen toelaat of voorschrijft. Het is een wanbedrijf, maar in sommige gevallen ook een misdaad. 
Art. 12, eerste en tweede lid van de Belgische grondwet luidt immers als volgt: 
De vrijheid van de persoon is gewaarborgd.
Niemand kan worden vervolgd dan in de gevallen die de wet bepaalt en in de vorm die zij voorschrijft.
Daarnaast kent men ook de wederrechtelijke vrijheidsberoving die tegelijkertijd ook willekeurig is en wordt gepleegd door ieder openbaar officier of ambtenaar, ieder drager of agent van het openbaar gezag of van de openbare macht. De weigering om zo'n aanhouding te doen ophouden door de hiertoe bevoegde personen, is eveneens een misdrijf. Wordt de wederrechtelijke vrijheidsberoving gepleegd door ambtenaren, openbare officieren of agenten, dan wordt het legaliteitsbeginsel geschonden.

### Straf
Het is een wanbedrijf dat bestraft wordt met een gevangenisstraf van drie maanden tot twee jaar en een geldboete van 26 tot 200 euro. De gevangenisstraf kan hoger komen te liggen (van zes maanden tot drie jaar en 50 tot 300 euro) indien de wederrechtelijke vrijheidsberoving langer dan tien dagen duurt. Duurt de wederrechtelijke vrijheidsberoving langer dan een maand, dan wordt de straf verhoogd tot een jaar tot vijf jaar met een geldboete van 100 tot 500 euro. De wederrechtelijke vrijheidsberoving wordt beschouwd als misdaad en bestraft met een gevangenisstraf van vijf tot tien jaar indien de aanhouding geschiedt hetzij op een vals bevel van het openbaar gezag, hetzij in de kledij of onder de naam van een agent, of indien de aangehouden of gevangen gehouden persoon met de dood bedreigd wordt. Het Strafwetboek omschrijft verder enkel verzwarende omstandigheden, zoals racisme e.d.

## Nederland
Het Nederlandse recht kent verschillende delicten die onder het begrip wederrechtelijke vrijheidsberoving te scharen zijn. Het Wetboek van Strafrecht (Sr) maakt een onderscheid tussen opzettelijke vrijheidsberoving (artikel 282 Sr) waarbij het opzet van de dader op de wederrechtelijke vrijheidsberoving is gericht, de culpoze vrijheidsberoving (artikel 283 Sr) die aan schuld te wijten is, en de gijzeling (artikel 282a Sr) die een bijzondere vorm van opzettelijke vrijheidsberoving is waarbij de dader het bijkomende oogmerk heeft om een ander tot iets te dwingen. De grondvorm van het delict is de opzettelijke vrijheidsberoving:

Hij die opzettelijk iemand wederrechtelijk van de vrijheid berooft of beroofd houdt, wordt gestraft met gevangenisstraf van ten hoogste acht jaren of geldboete van de vijfde categorie.

In de grondvorm moet het opzet van de dader zowel gericht zijn op de vrijheidsberoving als op wederrechtelijkheid van het handelen. Het betreft de beroving van de lichamelijke vrijheid van het slachtoffer – de vrijheid van bewegen – en niet de geestelijke vrijheid. Die beroving van de vrijheid kan op verschillende manieren plaatsvinden, bijvoorbeeld door middel van opsluiting of kneveling. Het kernverwijt is dat het slachtoffer zich niet meer op ieder gewenst moment vrijwillig kan verplaatsen van de plaats waar hij zich bevindt. In de literatuur is daarom wel betoogd dat enkel het vastbinden van het slachtoffer geen vrijheidsberoving oplevert zolang het slachtoffer zich nog vrij kan voortbewegen. Het is evenwel niet nodig dat het absoluut onmogelijk voor het slachtoffer is om zich aan de vrijheidsberoving te onttrekken. Voldoende is dat opzettelijk de indruk gewekt wordt dat het slachtoffer zich niet meer vrijwillig kan verwijderen, bijvoorbeeld door het slachtoffer te bedreigen met een wapen. Aan de duur van de vrijheidsberoving worden geen hoge eisen gesteld; een vrijheidsberoving van slechts enkele minuten is voldoende om een strafbaar feit op te leveren.
Omdat het ook mogelijk is om iemand van zijn vrijheid te beroven zonder dat dit in strijd is met het recht, dient de strafbare vrijheidsberoving ook wederrechtelijk te zijn. Het bestanddeel wederrechtelijk betekent hier zoveel als in strijd met het recht, zonder eigen recht of zonder eigen bevoegdheid. In de literatuur worden verschillende situaties genoemd waarbij de opzettelijke vrijheidsberoving niet in strijd met het recht wordt geacht. Te denken valt aan: de rechtmatige vrijheidsbeneming door de politie of justitie, leerlingen die verplicht op school moeten nablijven, of de situatie waarin het slachtoffer impliciet toestemming heeft gegeven (bijvoorbeeld bij een ontgroening). Andere voorbeelden zijn: het tuchtigen van een kind door hem naar zijn kamer te sturen of huisarrest te geven, de opsluiting van een dronken persoon zodat deze zijn roes kan uitslapen, het tegenhouden van een acuut krankzinnig iemand die een gevaar voor zichzelf of anderen vormt, en het aanhouden van een dief op heterdaad. De vrijheidsberoving hoeft niet van meet af aan wederrechtelijk te zijn, maar kan dit ook pas na verloop van tijd worden. Bijvoorbeeld doordat de opsluiting niet meer proportioneel is, of omdat de gegeven toestemming door het slachtoffer wordt ingetrokken.
In het geval dat de vrijheidsberoving zwaar lichamelijk letsel of de dood tot gevolg heeft voorziet de wet in strafverzwaring. Het betreft geobjectiveerde bestanddelen, zodat het voor de wettelijke strafverzwaring niet nodig is dat het opzet van de dader op deze gevolgen is gericht. De maximaal op te leggen vrijheidsstraf betreft dan negen respectievelijk twaalf jaar. Ook kent het wetboek een speciale regeling voor medeplichtigen die een plaats voor de vrijheidsberoving verschaffen. Voor hen geldt niet, zoals bij medeplichtigheid gebruikelijk is, dat de maximumstraf met een derde wordt verminderd.

### Gijzeling
Hij die opzettelijk iemand wederrechtelijk van de vrijheid berooft of beroofd houdt met het oogmerk een ander te dwingen iets te doen of niet te doen wordt als schuldig aan gijzeling gestraft met gevangenisstraf van ten hoogste vijftien jaren of geldboete van de vijfde categorie.

In het Wetboek van Strafrecht is gijzeling een strafverzwarende vorm van de opzettelijke vrijheidsberoving waarbij de dader het bijkomende oogmerk heeft om een ander tot iets te dwingen. De strafbepaling is in 1989 ingevoerd om te voldoen aan het Internationaal Verdrag tegen het nemen van gijzelaars. Kenmerkend voor de gijzeling is dat de gijzelnemer, naast het opzet op wederrechtelijke vrijheidsberoving, het oogmerk heeft om iemand anders dan de gijzelaar tot iets te dwingen. Dit kan zowel een doen als een nalaten betreffen. Bij dit laatste kan men bijvoorbeeld denken aan de eis dat iemand geen contact opneemt met de politie. De dwang hoeft zich niet tot een persoon te richten, maar kan bijvoorbeeld ook tegen de staat gericht zijn. Ook is het mogelijk dat de dwang tegen een andere, tweede, gijzelaar gericht is die van zijn vrijheid beroofd is. Indien de gijzeling de dood van de gijzelaar tot gevolg heeft wordt de maximumstraf verhoogd naar levenslang of dertig jaar.

### Terroristisch misdrijf
Het Wetboek van Strafrecht kent sinds 2004 ook een strafbaarstelling voor opzettelijke vrijheidsberoving met een terroristisch oogmerk (artikel 282b Sr) en de samenspanning tot het plegen van zulk een misdrijf (artikel 282c Sr). Zij vormen een uitwerking van het EU-Kaderbesluit terrorismebestrijding. Van een terroristisch oogmerk is kort gezegd sprake indien de dader tot doel heeft om de bevolking vrees aan te jagen, de overheid probeert te dwingen tot iets, of indien hij de politieke structuur van een land wil ontwrichten. Van samenspanning is sprake als twee of meer personen afspreken om opzettelijke vrijheidsberoving met een terroristisch oogmerk te plegen. Het is voldoende als de samenspanners het erover eens zijn dat ze het misdrijf willen plegen, niet vereist is dat zij een uitgewerkt plan overeenkomen.

### Culpoze vrijheidsberoving
Hij aan wiens schuld te wijten is dat iemand wederrechtelijk van de vrijheid beroofd wordt of beroofd blijft, wordt gestraft met gevangenisstraf van ten hoogste zes maanden of geldboete van de tweede categorie.

Naast strafverzwarende vormen van de wederrechtelijke vrijheidsberoving kent het Wetboek van Strafrecht ook een strafverminderende vorm, namelijk de culpoze vrijheidsberoving. Zij onderscheidt zich van de grondvorm doordat de wederrechtelijke vrijheidsberoving aan de schuld van de verdachte te wijten is. Schuld betekent hier zoveel als nalatig of onvoldoende voorzichtig handelen. De pleger heeft niet tot doel om het slachtoffer van zijn vrijheid te beroven, maar zijn handelen draagt hier wel toe bij. Zo kan iemand zich schuldig maken aan culpoze vrijheidsberoving als hij nalaat om de politie te waarschuwen van een ontvoering en de ontvoerder bovendien voorziet van informatie. Ook bij culpoze vrijheidsberoving voorziet de wet in strafverzwaring indien het feit zwaar lichamelijk letsel of de dood tot gevolg heeft (respectievelijk één en twee jaar gevangenisstraf).